# Festtag der Wallonischen Region
Der Festtag der Wallonischen Region (wallonisch Fiesses del Walonreye; französisch Fête de la Région wallonne, häufig auch Fête de la Wallonie, Fêtes de Wallonie bzw. les Wallos genannt; niederländisch Feest van het Waalse Gewest) wird in Belgien am dritten Sonntag im September gefeiert. Der Festtag erinnert an die Beteiligung der Wallonen an der Belgischen Revolution von 1830.

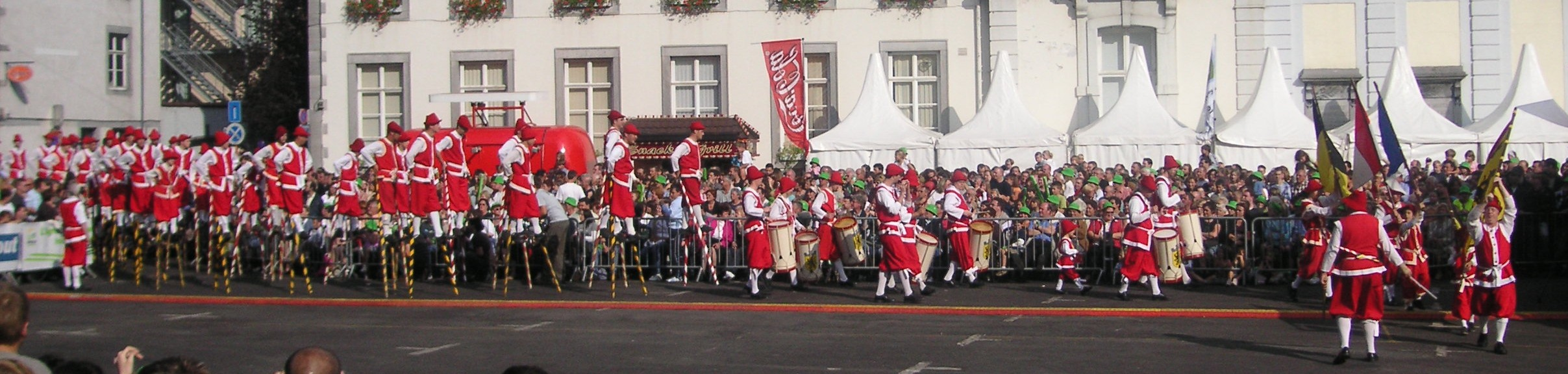
Festumzug zum Tag der Wallonischen Region in Namur

## Gesetzliche Grundlagen
Auszug aus dem Dekret zur Festlegung des Festtages und der Wahrzeichen der Wallonischen Region (erschienen am 8. August 1998 im Belgischen Staatsblatt):

„Der Wallonische Regionalrat hat das Folgende angenommen, und Wir, Regierung, sanktionieren es: Artikel 1 – Der Festtag der Wallonischen Region wird jedes Jahr am dritten Sonntag des Monats September begangen. (…) Namur, den 23. Juli 1998.“

## In Namur
In der wallonischen Hauptstadt Namur kann man am dritten Sonntag im September belgische Folklore erleben. Die Feierlichkeiten beginnen am Donnerstag und enden am Montagabend. Außer der örtlichen Bevölkerung ziehen sie Zehntausende Besucher aus der ganzen Wallonie an.
Der Festtag der Wallonischen Region in Namur wird vom zentralen Komitee der Wallonie veranstaltet, das 1923 von François Bovesse gegründet wurde. Sein Archiv wurde 2004 im Service des Archives régionales du Service Public de Wallonie im Moulin de Meuse in Beez (Namur) hinterlegt. Das Verzeichnis des Gesamtbestands wurde 2007 veröffentlicht.
Während der fünf Festtage wird ein breites Unterhaltungsangebot gestaltet, u. a.:
- eine Messe, die im wallonischen Dialekt von Namur gelesen wird (am Montag in der Kirche Saint-Jean im Herzen der Stadt)
- einige Jahrmarktstattraktionen
- die traditionellen Stelzenturniere
- die Verkostung mit wallonischen Spezialitäten, zum Beispiel mit „avisance“ (Schweinewurst im Blätterteigmantel)
- Verkostung mit Peket (Wacholderschnaps) für alle

Bis Ende der 1960er Jahre gab es nur zwei Sorten von diesem Wacholderschnaps, den unverdünnten Peket mit ungefähr 20 Prozent Alkohol und den mit Minzsirup verlängerten Pecq. In der Folge sind zahlreiche weitere Sorten auf den Markt gekommen.
Zum Gedenken
- eine Wallfahrt zum Friedhof Namurs, wo die Verdienste der Veteranen beider Weltkriege gewürdigt werden
- die Route des Plaques (Erinnerung an berühmte Bürger Namurs, z. B. Nicolas Bosret, Félicien Rops, François Bovesse …)
- die Route du Peket, eine Schifffahrt zwischen den drei Schleusen um Namur und in den Straßen der Altstadt, begleitet von einer Blaskapelle; gereicht wird Peket
- offizielle Ansprachen von Vertreter(innen) der städtischen und regionalen Behörden
- Verleihung des Verdienstordens Mérite wallon
- Vortrag der Hymne von Namur, li lia Bouquet, durch die Société Royale Moncrabeau
- traditionelle Stelzenkämpfe auf Stelzen mit Turnierbügeln

## In Lüttich
Zugleich finden Feierlichkeiten in mehreren Städten der Provinz Lüttich statt. Beispielsweise wurden im Jahr 2013 Veranstaltungen zum Großereignis in 65 der 84 Gemeinden der Provinz organisiert. Zur größten Freude von Groß und Klein gipfelt die Feier in zahlreichen Konzerten mit freiem Eintritt und anderen Aktivitäten in Lüttich. Ein Podium auf dem Place St. Lambert wird eingerichtet, wo bekannte Sänger am Wochenende ihre Hits singen. Auf dem Platz kann man auch im Village des Confréries Spezialitäten der Region genießen. In verschiedenen kleinen Buden können die Besucher zum Beispiel Sirop de Liège, Boulets à la liègeoise (Bulette mit einer Soße aus Bier und Sirup aus Lüttich), Reiskuchen aus der Nachbarstadt Verviers, Waffeln, mehrere Sorten von Wacholderschnaps (peket) und Bier und andere hausgemachte Produkte probieren. Am Samstag und Sonntag ist das Musée de la vie wallonne (Museum des wallonischen Lebens) geöffnet. Dort werden Führungen, Spiele und Workshops organisiert. Schließlich macht ein Umzug am Sonntag einen Rundgang durch die Stadt. Die Teilnehmer des Umzugs kommen aus Städten der ganzen Provinz Lüttich wie zum Beispiel Stavelot, Malmedy, Theux und Tilff und bringen das Kulturerbe der Region zur Geltung.